# یورگ لندفوگت
یورگ لندفوگت (انگلیسی: Jörg Landvoigt؛ زادهٔ ۲۳ مارس ۱۹۵۱) قایقران روئینگ اهل آلمان شرقی بود.